# سم

هذا الشكل مصمم للمواد السامة. أستخدمت الجمجمة والعظمتان المتقاطعتان كرمز للسمّ منذ زمن طويل.

السموم في علم الأحياء هي المواد التي تسبب اضطرابات جسمية للكائنات الحية، وذلك في الغالب يحدث إما عبر تفاعلات كيميائية أو غيرها على المستوى الجزيئي عند ابتلاعها بكميات كافية.
في مجالي الطب والحيوان، كلمة سم تختلف عن ذيفان وزعاف. الذيفانات هي السموم التي يتم إنتاجها بواسطة الكائنات الحية في الطبيعة بينما الزعافات تعني الذيفانات المحقونة عن طريق لدغة أو لسعة من حيوان أو حشرة.
إذا الفرق بين الزعاف وغيره من السموم يكون بطريقة توصيله داخل الجسم. في بعض المجالات كالصناعة والزراعة وغيرها تستخدم السموم لأسباب آخرى غير سمّيتها. مبيدات الحشرات هي إحدى أهم أنواع المواد التي تهدف بشكل رئيسي إلى التسميم.
في عام 2013 تسبب التسمم غير المقصود في 98 ألف حالة وفاة عالميا، بينما في 1990، 120 ألف حالة سجلت تحت نفس السبب.

## المصطلحات
مصطلح”السم”غالبا يستخدم بالعامية لوصف المادة السامة- سواء كانت مادة آكالة، أو مسرطن، أو مطفر، أو للمسخ، وإشارة إلى التلوث الضار وللتأكيد على مخاطر المواد الكيميائية.
باراسيلسوس (1493-1541)، هو مؤسس علم السموم،كتب مرة:”كل شيء سم، يوجد سم بكل شي. فقط الجرعة تحدد غير السام”(انظر الجرعة الوسطى المميتة). القانون يعرف “السم” بشكل صارم. المواد غير المطالبة قانونياً بحمل الشعار ”السم” وممكن أن تسبب حالة طبية من التسمم.
بعض السم أيضاً يسمى ذيفان، وهو أي سم منتج من الحيوانات، أو الخضروات أو من بكتيريا. مثل البروتينات البكتيرية التي تسبب الكزاز والتسمم السجقي. التمييز بين المصطلحين ليس دائماً ملحوظ، حتى بين العلماء.
السموم التي تفرزها الحيوانات التي تحقن تحت الجلد بواسطة اللسع أو القضم أيضاً يسمى زعاف السم. في الاستخدام العادي، كائن سام يعرف بما هو ضار للاستهلاك؛ لكن الكائن السام المزعاف يستخدم زعاف السم لقتل فريسته أو الدفاع عن نفسه أثناء حياته. فالكائن الحي يمكن أن يكون سام وسام مزعاف، لكن في حالات نادرة.
في الفيزياء النووية، السم يعرف بالمادة التي تعيق أو تمنع التفاعل النووي. كمثال، انظر السم النووي.
المنشآت الخطيرة على البيئة مواد ليست بالضرورة سامة، والعكس بالعكس. كمثال، مصانع الأغذية والفضلات السائلة حيث يمكن أن يحتوي عصير البطاطس أو الحليب على السم، ويمكن آن يكون خطر للنظم البيئية فيما يتعلق بالتيارات والأنهار من خلال استهلاك الأكسجين وتسبب التثريف، لكنها غير خطرة للبشر وليست مصنفة كالسم.
بيولوجياً، أي مادة تعطى بكمية كبيرة كافية، تعتبر مسممة وممكن أن تسبب الموت.
على سبيل المثال، شرب عدة كيلوغرامات من الماء خلال وقت قصير ممكن أن يشكل جرعة قاتلة. العديد من المواد تستخدم كأدوية، -مثل الفنتانيل- تملك جرعة قاتلة مع أنها تكون أكثر من الجرعة الفعالة بقليل. التصنيف البديل يميز بين المواد القاتلة التي توفر حالة علاجية والتي لا توفر علاجا.

## التسمم
التسمم الحاد هو التعرض للسم مرة واحدة أو خلال فترة قصيرة من الوقت. شدة الأعراض ترتبط بفترة التعرض للسم. الامتصاص لسم هام للتسمم الوظيفي. خلافًا، المواد التي تدمر الأنسجة لكن لا تمتص، مثل القِلي مصنّفة كعوامل تآكلية آكثر من كونها سموم. بالإضافة، الكثير من الأدوية المنزلية ليست معلّمة بالجماجم و العظام، بالرغم من أنها قد تسبب الأمراض الحادة أو حتى الموت. في المنطق الطبي، التسمم قد يتسبب من التعرض لمكونات أقل خطورة من المواد المصنّفة قانونيًا كسموم.
التسمم المزمن هو التعرض طويل الأمد لمادة سامة و يتصف بعدم ظهور الأعراض حالًا أو بعد كل تعرض. تظهر أعراض التسمم تدريجيًا، أو يصاب بالتسمم بعد فترة طويلة. التسمم المزمن غالبًا ما يحدث بعد التعرض لسموم منشطة حيويًا، أو مكبّر حيويًا مثل: الزئبق، و الجادولينيوم، و الرصاص.
التعرض أو الامتصاص للسموم قد يسبب الموت السريع أو التلف. العوامل التي تؤثر على الجهاز العصبي قد تسبب الشلل خلال ثوانٍ أو أقل، وتتضمن المنتجات الحيوية مثل السموم العصبية أو الغازات العصبية، التي قد تكون مصنوعة للحرب الكمياوية أو أغراض صناعية.
استنشاق أو ابتلاع السيانيد، كانت تستعمل كطريقة للإعدام في السجون الغازية، يتعطش الجسم للطاقة بشكل شبه فوري و ذلك بتثبيط الإنزيمات المتواجدة في الميتوكندريا والمسؤولة عن صنع ثُلاثِي فُسْفاتِ الأَدِينُوزِين ATP. الحقن في الوريد لنسبة عالية من كلوريد البوتاسيوم، مثل الإعدام للسجناء في بعض الولايات في الولايات المتحدة الأمريكية، و يتسبب في التوقف المباشر للقلب بإزالة الطاقة الكامنة ATP للخلية والمسؤولة عن انقباض العضلات.
أغلب المبيدات البيولوجية - ومن ضمنها المبيدات الحشرية - صنعت للعمل كسموم لاستهداف الكائنات الحيوية، على الرغم أنه قد يتحقق تسمم حاد أو مزمن لكائنات حيوية غير مستهدفة (تسمم ثانوي). وقد يتضرر المرء الذي يرش المبيدات البيولوجية أو كائنات طفيلية مفيدة أخرى. مثلًا: المبيد الحشري 2-4- حمض ثنائي كلورو فينوكسياسيتين يعكس نشاط هرمون نباتي، مما يؤدي إلى سميّة قاتلة تضر النباتات. بالتأكيد ،فإن 2-4- حمض ثنائي كلورو فينوكسياسيتين ليس سمًا، ولكنه مصنّف كمادة ضارّة في التصنيف الأوروبي.
الكثير من المواد المصنفة كسموم تعتبر سامة بشكل غير مباشر، بالتسمم. مثال: كحول الخشب أو الميثانول، فهي ليست مادة سامة بذاتها، ولكنها تتحول كيميائيًا بالكبد إلى حمض الفورميك و مادة سامة تدعى فورمالدهايد و حمض الفورميك في الكبد. الكثير من جزيئات العقاقير تتحول إلى مواد سامة بالكبد، والتنوع الجيني لبعض من إنزيمات الكبد يصنع السميّة للكثير من المركبات والذي يختلف بين الأفراد.
علم السموم هو دراسة الأعراض، و طرق العمل، والتشخيص، والعلاج للتسمم الحيوي.
التعرض للمواد المشعة قد يؤدي إلى متلازمة الإشعاع الحادة أو "التسمم الإشعاعي"، وهي ظاهرة مختلفة تمامًا.

## العلاج
- العلاج الأولي لجميع أنواع التسمم هو التأكد من كفاءة وظائف الجهار الدوري والتنفسي وتقديم العلاج لجميع الأعراض مثل النوبات، و الصدمة، والألم.
- السموم المحقونة ( مثلا من لسعة الحيوانات) يمكن معالجتها عن طريق ربط الجزء المصاب من الجسم بضمادة ووضع الجزء المصاب بالماء الحار ( درجة الحرارة 50° مئوية. الربطة الضاغطة تمنع السم من الوصول إلى الأجزاء الأخرى من الجسم، و الماء الحار يكسّر السم. هذا العلاج يعمل فقط إذا كان السم مكوّنا من جزيئات البروتين.[7]
- في أغلب السموم أساس العلاج يكون عن طريق تقديم رعاية داعمة للمريض ( علاج الأعراض بدلًا  من السم).

### التطهير
- علاج السموم المبتلعة حديثًا يتضمن التطهير المَعِدِيّ لتقليل الامتصاص في أعضاءالجسم.
- التطهير المَعِدِيّ يتضمن بلع كربون نشط، غسل المعدة، إِرْواء تام للأمعاء أوشفط أَنْفِيٌّ مَعِدِيّ. الاستعمال الروتيني للمُقَيِّئات (شراب الإيبيكا)، المسهلات أو المُلَيِّنات أصبح غير منصوح به.
- الكربونات غير فعّالة ضد المعادن مثل: الصوديوم، البوتاسيوم و الليثيوم، والكحول والجليكولات. من غير المنصوح به ابتلاع المواد الكيميائية التآكلية مثل الأحماض والقواعد.
- الكربون النشط هو العلاج الأمثل لمنع امتصاص السموم. غالبًا يعطى للمريض في غرفة الطوارئ أو من قبل مسعف مختص. لكن، الكربونات غير فعّالة ضد المعادن مثل: صوديوم، بوتاسيوم والليثيوم ،والكحول والجليكولات. من غير المنصوح به ابتلاع المواد الكيميائية التآكلية مثل الأحماض والقواعد.[8]
- من المفترض أن المسهلات تقلل من الامتصاص عن طريق زيادة إخراج السموم من الجهاز الهضمي. يوجد نوعين من المسهلات المستخدمة لمرضى التسمم؛ مُسْهِلٌات مِلْحِيّة (كبريتات الصوديوم، سترات المغنيسيوم،كبريتات المغنيسيوم) و مسهلات سكرية (سوربيتول). هذه المسهلات غير منصوح بها الآن لأنها لم تظهر أنها تحسّن حالة المريض.[9]
- التقيّؤ ( المُستحْدَث من الإيبيكا) أصبح غير منصوح به في حالات التسمم، لأن التقيّؤ غير فعّال في إزالة السموم.[10]
- غسل المعدة ،المعروفة بمضخّة المعدة، وهو إدخال أنبوب إلى المعدة، متبوع بإعطاء المريض الماء أو سائل ملحي عن طريق الأنبوب ثم يسحب السائل مع مكونات المعدة عن طريق الأنبوب. غسل المعدة هو العلاج المتعارف عليه لعدة سنين لمرضى السموم. لكن مراجعة حديثة في السموم اقترحت أن هذه العملية ليس لها أي فائدة.[11] هذه العملية مازالت تستعمل أحيانًا إذا كان ابتلع السم في غضون ساعة من العملية أو كان التعرض للسمّ يسبب خطرًا شديدًا على حياة المريض.
- الشفط الأَنْفِيٌّ المَعِدِيّ يتضمن إدخال أنبوب عن طريق الأنف إلى المعدة ثم يتم شفط مكونات المعدة. هذه العملية تستعمل لسموم السائلة وعندما تكون الكربونات النشطة غير فعّالة مثل تسمم جليكول الإثيلين.
- الإِرْواء التام للأمعاء ينظف الأمعاء. هذه العملية تتم عن طريق إعطاء المريض محلول جليكول متعدد الإيثيلين. المحلول جليكول متعدد الإيثيلين هو محلول متوازن انتشاريًا ولا يمتصّه الجسم لذلك يعمل على تنظيف جهاز هضمي. استعمالاته الأساسية هي ابتلاع مستمر للعقاقير، السموم غير الممتصة من الكربونات النشطة ( ليثيوم، الحديد) ،وإزالة رزم العقاقير المبتلعة (تهريب العقاقير).[12]

### تعزيز الإخراج
- في بعض الحالات إزالة السموم تكون عن طريق استعمال مدرّات البول، غسيل الدم، ترويق الدم، طب الضغط العالي، الغسيل الصفاقّي، تبديل الدم وعمليّة إزالة معدن ثقيل من الدّم. لكن هذا قد يزيد من سوء التسمم في بعض الحالات، لذلك يلزم أن يرتبط بالمواد المتضمنة.

## الوبائيات

معدل السنة الحياتية للإعاقة للتسمم لكل 100000 من السكان في عام 2004.

في 2010 تسبب التسمم في 180 ألف حالة وفاة، متقلصًا من 200 ألف حالة في 1990 في أمريكا. في الولايات المتحدة الأمريكية كانت هناك تقريبا 727,500 زيارة إلى قسم الطوارئ بنسبة تشكل 3.3% من مجموع الزيارات للقسم.

## التطبيقات
المركبات المسممة من الممكن أن تكون مفيدة سواء بسميتها أو بشكل أكبر بخصائصها الكميائية الآخرى، كتفاعليتها. تستخدم السموم بشكل واسع في الصناعة والزراعة ككاشفات كيميائية ومذيبات بالنسبة إلى أول اكسيد الكربون، و الميثانول، وسيانيد الهيدروجين. تتواجد السموم بشكل أقل في المواد التي تستعمل منزليا مع بعض الاستثنائات كالأمونيا والميثانول. على سبيل المثال، الفوسجين هو مستقبل محب النواة عالي التفاعلية، مما يجعله كاشف ممتاز لبلمرة الديولات والدياماينات لإنتاج البلاستيكات متعدد الكربون (بولي كاربونات) و البولي يورثان. لهذا الاستخدام، ملايين الأطنان تنتج سنوياً. لكن نفس هذه التفاعلية تجعل الفوسجين شديد الخطر على البروتينات داخل جسم الإنسان حتى أنها جعلته قابل للاستخدام كسلاح كيميائي. لكن على عكس الفوسجين، غاز الخردل يستخدم فقط كسلاح وليس له أي فوائد صناعية.
[[ملف:Lagoa vermelha na Mina do Losal 05.jpg|thumb|يمكن للمياه الجوفية الملوثة - التي تمثل في هذه الحالة تصريف المناجم الحمضية - أن تسبب تسممًا مزمنًا للعاملين.
إن صناعة مبيدات الحشرات تكون غير سامة للبشر، لأنهم يستهدفون مسارات أيضية غير موجودة بالبشر، تاركة التسمم العرضي الاحتمال الوحيد. على سبيل المثال، المبيد حمض 2،4-ثنائي كلورو فينوكسياسيتين هو تقليد من هرمون نمو النبات، تسبب نمو غير متحكم فيه يؤدي إلى موت النبات. البشر والحيوانات، تفتقر الهرمون ومستقبله، لايتأثرون بالهرمون، ويحتاجون بلع جرعة عالية قبل أن يظهر التسمم عليهم - ولكن التسمم البشري يكون صعب التفادي مع المبيدات التي تستهدف الثديات، مثل القوارض.
الخطر من التسمم مختلف عن التسمم نفسه. على سبيل المثال، المادة الحافظة ثيمروسل المستخدمة بالتطعيم تعتبر سامة، لكن الكمية المعطاة بجرعة واحدة تعتبر ضئيلة.

## التاريخ
خلال التاريخ، استخدم الإنسان السموم بشكل متعمد كطريقة للقتل،و مكافحة الحشرات، و الانتحار، والإعدام. كوسيلة للإعدام، كان السم إما يٌبتلع كما فعل الأثينيون القدامى (انظر سقراط)، يستنشق كما مع أول اكسيد الكربون وسيانيد الهيدروجين (انظر غرف الغاز)، أو يحقن داخل الجسم (انظر الحقنة القاتلة). مفعول السم القاتل يمكن أن يجمع مع قواته السحرية المزعومة وأحد الأمثلة على ذلك سم القو الصيني. استعمل السّم أيضا في حرب البارود. على سبيل المثال؛ ذكر في التاريخ الصيني أن السموم استخدمت لملء القنابل المتفجرة في القرن الرابع عشر.